# Pleurotaceae
Pleurotaceae Kühner, Bull. mens. Soc. linn. Lyon 49: 184 (1980)

## Generi di Pleurotaceae
Il genere tipo è il Pleurotus (Fr.) P. Kumm., altri generi inclusi sono:
- Agaricochaete
- Geopetalum
- Hohenbuehelia